# Johann Grueber
Johann Grueber (chinesisch 白乃心, Pinyin Bái Nǎixīn; * 28. Oktober 1623 in Linz; † 30. September 1680 in Sárospatak, Ungarn) war ein Forschungsreisender, Jesuit und Missionar. Er gelangte als erster Europäer überhaupt in die tibetische Hauptstadt Lhasa.

## Leben

### Jugend und Studium
Über Johann Gruebers Jugend ist nur wenig bekannt. In seiner Geburtsstadt Linz besuchte er das Jesuitengymnasium; am 18. Oktober 1641 trat er in Wien der Gesellschaft Jesu bei. Nach einem Studium der Philosophie und Mathematik (1644–1647) in Wien, Leoben und Graz bekleidete er als Magister artium verschiedene Gymnasiallehrerposten in Leoben, Graz und Ödenburg, bevor er im Anschluss an ein vierjähriges Theologiestudium in Graz 1655 die Priesterweihe empfing.

### Reise über Indien nach China (1656–1661)
Im Februar 1656 erhielt Grueber von Jesuitengeneral Goswin Nickel den Auftrag, im Rahmen der Asienmission gemeinsam mit seinem Ordensbruder Bernhard Diestel einen Landweg nach China zu erforschen. Über Venedig, das östliche Mittelmeer und Smyrna gelangten die beiden kurz vor Weihnachten 1656 nach Isfahan.

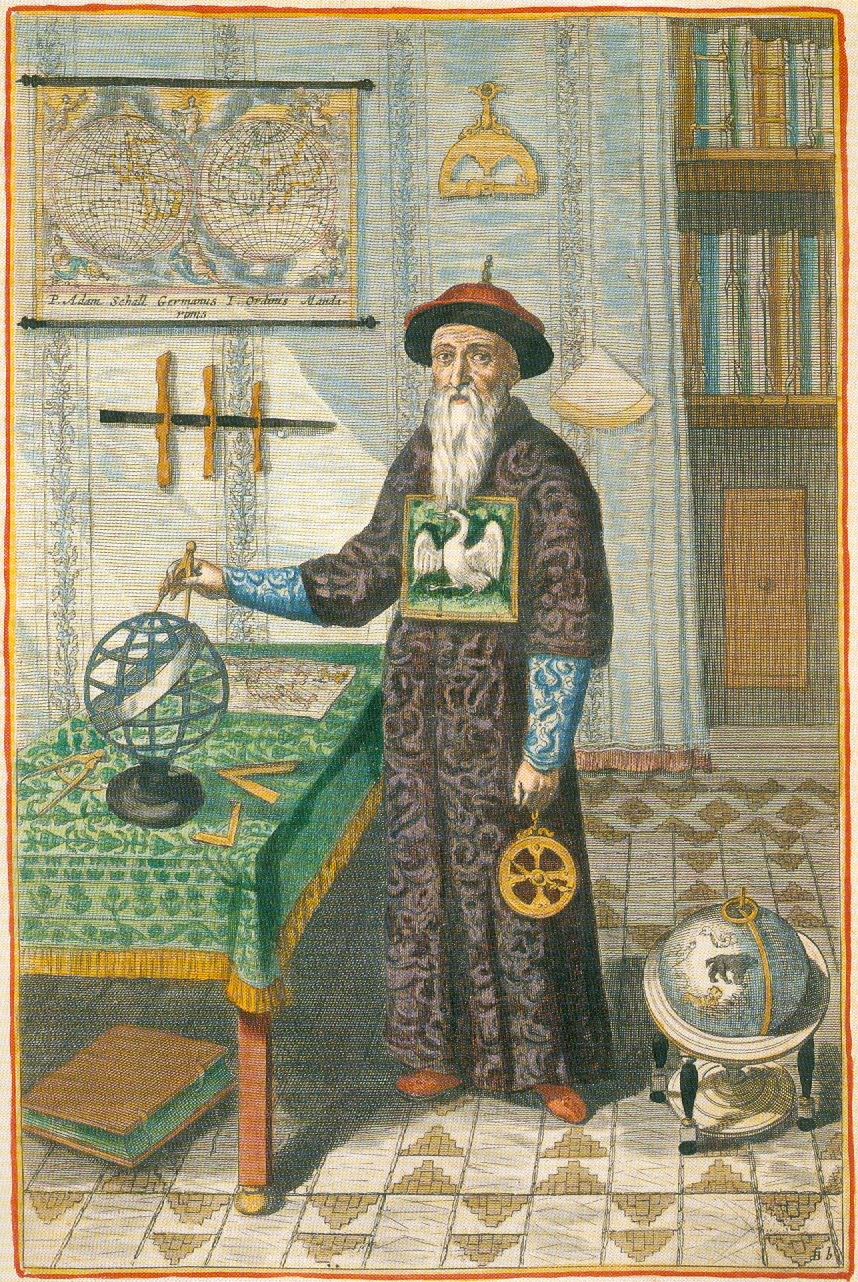
Adam Schall von Bell, Ordensbruder und Kollege Gruebers im kaiserlichen astronomischen Amt in Peking (Stich von 1667)

Ihren Plan, von dort weiter quer durch Asien zu reisen, mussten sie jedoch aufgrund von Kriegsgefahr aufgeben. Stattdessen zogen sie nach Bandar Abbas an der Südküste Persiens, fuhren von dort mit dem Schiff nach Indien und gingen in Surat im Golf von Khambhat an Land, wo sie zunächst festgenommen und für zehn Monate inhaftiert wurden. Nach ihrer Freilassung brachte sie ein englisches Schiff schließlich in die portugiesische Kolonie Macau, wo die beiden im Juli 1658 eintrafen.
Im April 1659 erhielten Grueber und Diestel in Macao vom zuständigen Vizeprovinzial der Jesuiten, Simon da Cunha, den Auftrag, ihren Weg nach Peking fortzusetzen und dann von dort aus einen Landweg zurück nach Europa zu erkunden. In Peking war Grueber zwei Jahre lang am Hof des Kaisers Shunzhi, der den christlichen Missionaren gegenüber liberal eingestellt war, im kaiserlichen astronomischen Amt beschäftigt und arbeitete unter anderem mit seinem deutschen Ordensbruder Adam Schall von Bell zusammen, einem engen Vertrauten des Kaisers. Gruebers Reisegefährte Diestel starb 1660 in Tsinan.

### Reise von Peking über Lhasa nach Agra (1661–1662)

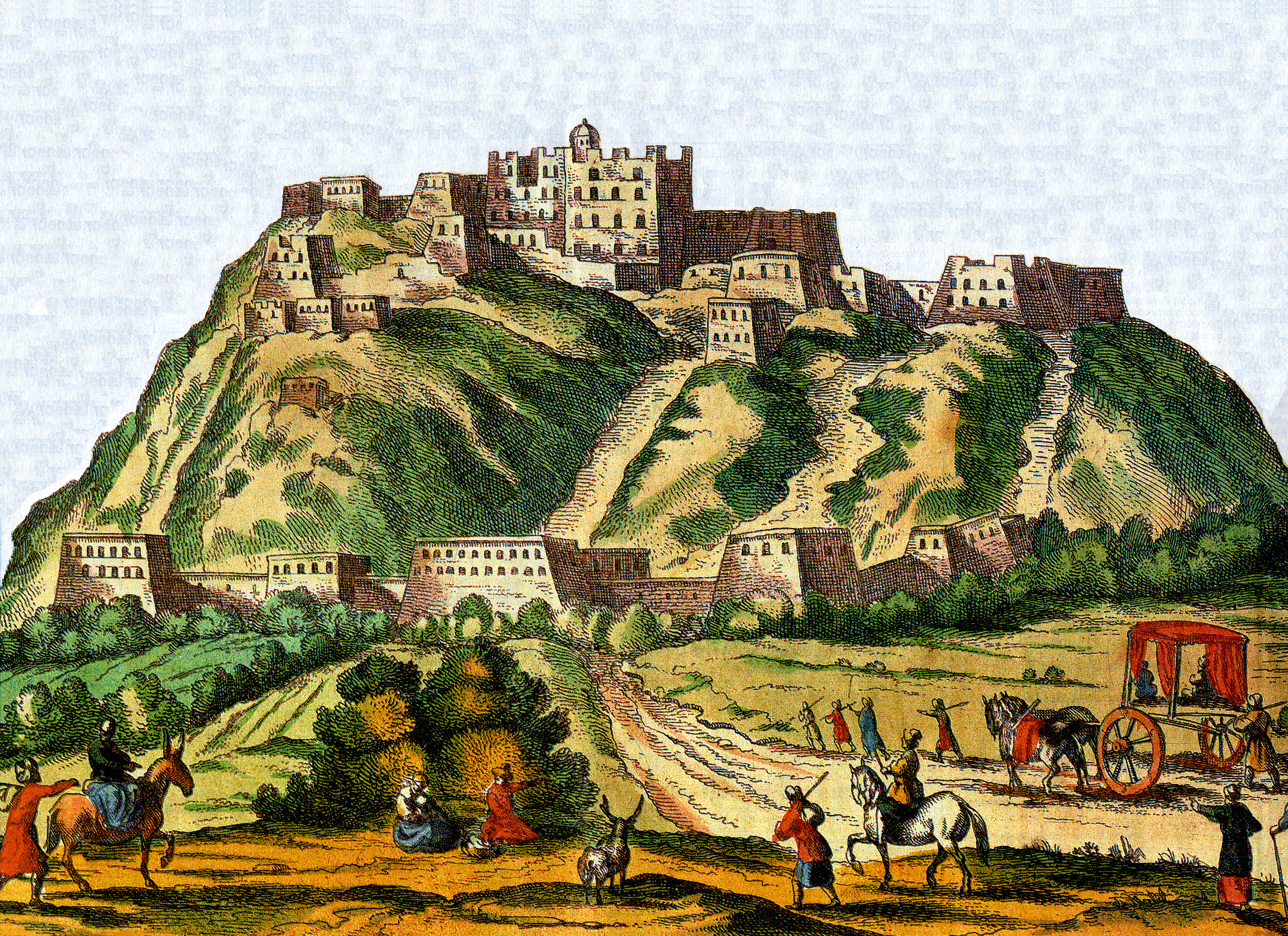
Gruebers Zeichnung von Lhasa, 1661

Am 13. April 1661, zwei Monate nach Kaiser Shunzhis Tod, machte sich Grueber zusammen mit dem belgischen Jesuiten Albert D’Orville auf den Landweg nach Europa. Über Xinan und Xining verließen sie Mitte Juli 1661 das chinesische Reichsgebiet und zogen mit einer Karawane in südwestlicher Richtung am Ufer des Qinghai-Sees entlang, durchquerten das tibetische Hochland und gelangten über den Transhimalaya schließlich am 8. Oktober 1661 als erste Europäer überhaupt in die tibetische Hauptstadt, „welche die Chinesen Cam nennen, die Tartaren Barantola und die Fremden Lhasa“.

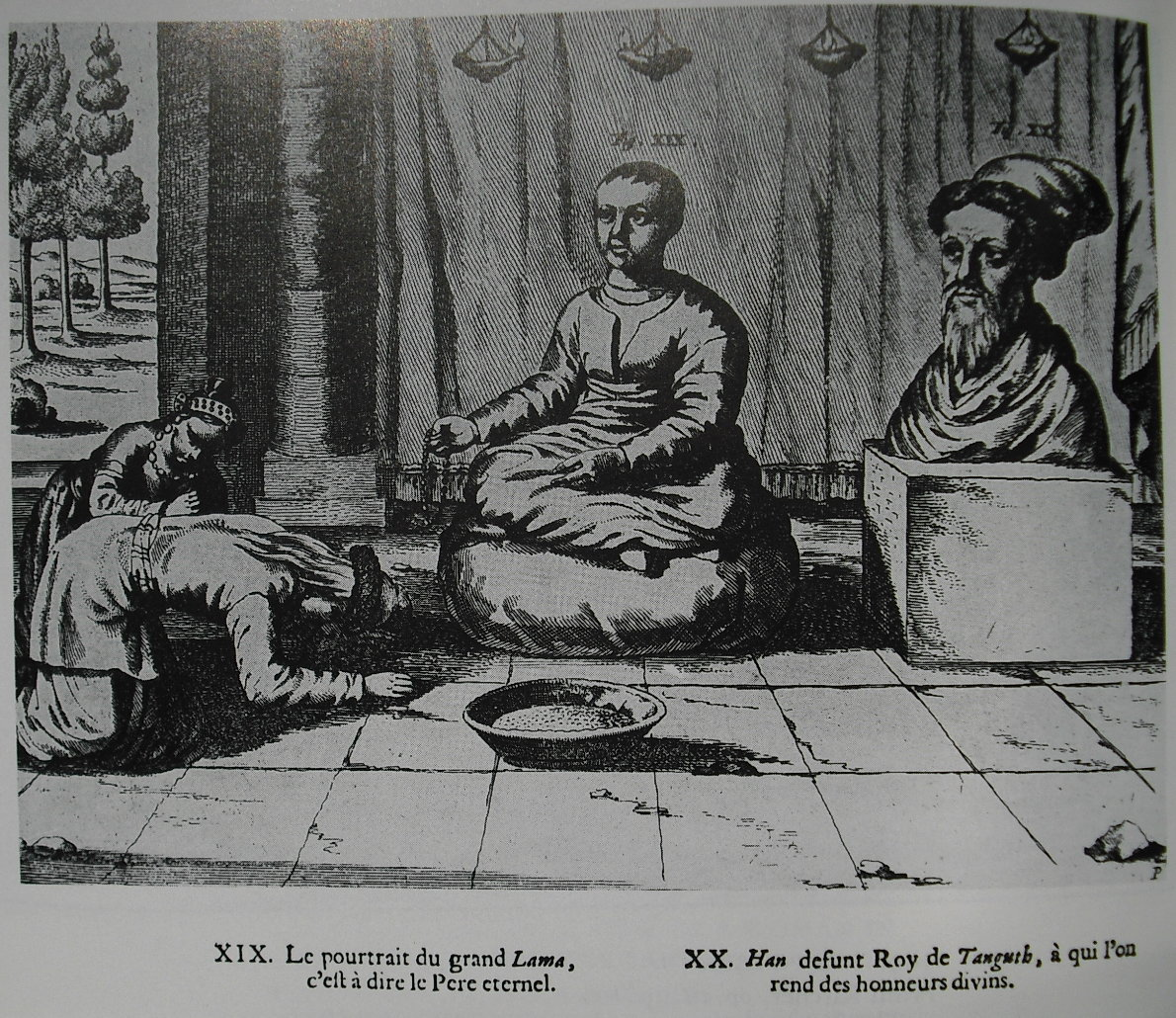
Der 5. Dalai Lama nach einer Zeichnung (1661) von Johann Grueber (Stich von 1666)

Während seines einmonatigen Aufenthaltes in Lhasa fertigte Grueber zahlreiche Zeichnungen an, darunter Bilder des Potala-Palastes, verschiedener Gebetsmühlen und religiöser Kultbauten sowie ein Porträt des fünften Dalai Lama, Ngawang Lobsang Gyatsho, nach einer Darstellung am Eingang des Palastes. Den Dalai Lama selbst bekam Grueber nicht zu Gesicht, da er sich als katholischer Priester nicht den vorgeschriebenen Zeremonien unterwerfen wollte.
Ende November brachen Grueber und d’Orville nach Süden auf, durchquerten im Winter den Himalaya, erreichten zum Jahresende die Stadt Cuthi (Nilam Dzong) in Nepal und trafen nach weiteren Stationen in Patna und Benares schließlich Ende März 1662 in Agra ein, der Residenzstadt der indischen Großmoguln, wo sie von ihren Ordensbrüdern Johann Busäus und Heinrich Roth begrüßt wurden. Kurz darauf, am 8. April 1662, starb Gruebers Reisegefährte d’Orville, der bereits bei der Ankunft in Agra in schlechter gesundheitlicher Verfassung gewesen war, und wurde (wie später auch Roth) in der Padri-Santos-Kapelle im Vorort Lashkarpur beigesetzt.

### Rückkehr nach Europa (1662–1665)
Grueber setzte seine Rückreise nun gemeinsam mit Roth fort. Am 4. September 1662 brachen die beiden Missionare in Agra auf und gelangten auf dem Landweg über Kabul, Persien und Kleinasien wieder nach Europa, wo sie am 20. Februar 1664 in Rom eintrafen. Ihre detaillierten Reiseberichte, die großes Aufsehen erregten, veröffentlichte der dortige Universalgelehrte Athanasius Kircher 1667 in seiner Enzyklopädie China illustrata.

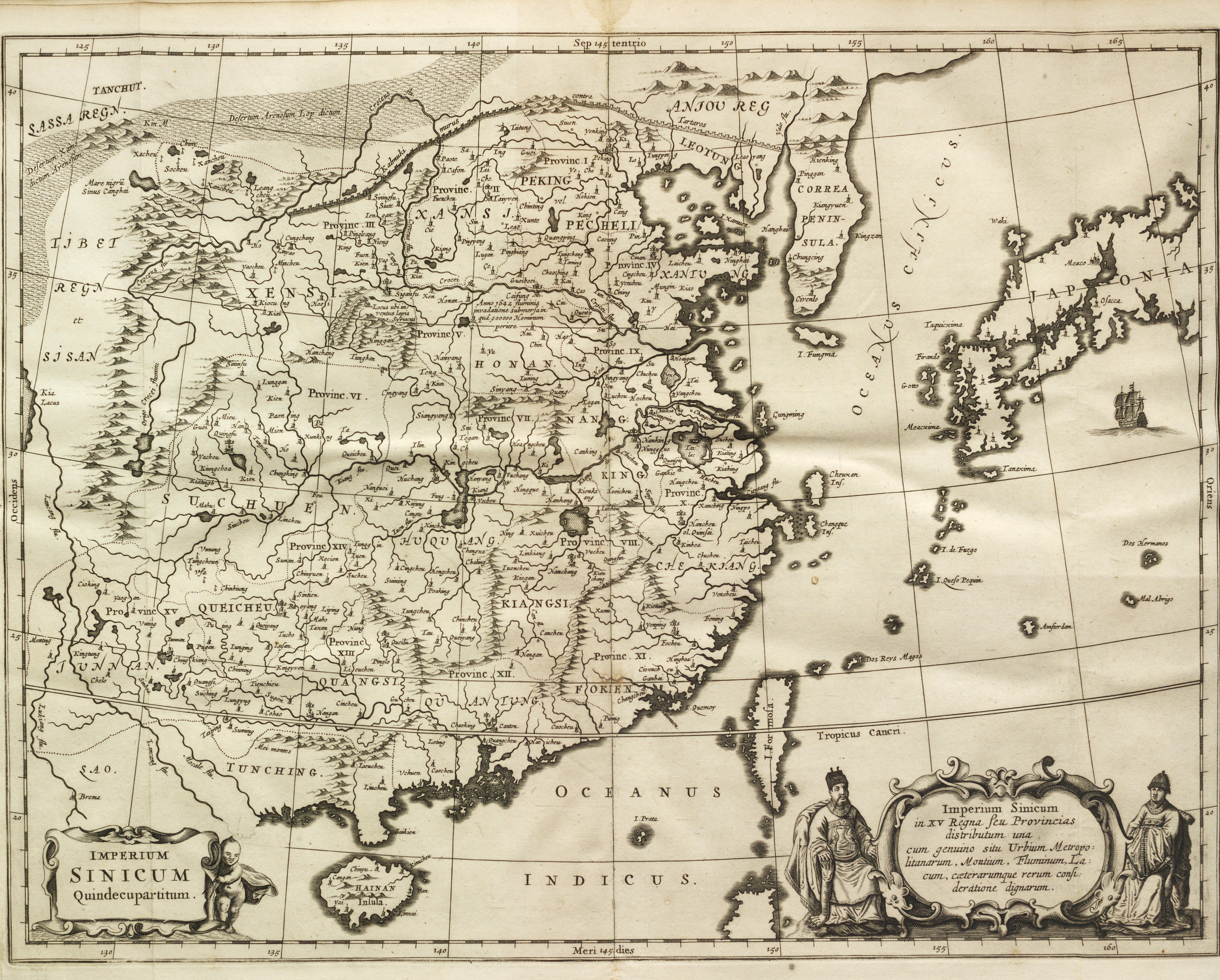
Karte des Kaiserreichs China aus Athanasius Kirchers China illustrata (1667)

Allerdings bemängelte Grueber, als er zwei Jahre später das Werk erstmals zu Gesicht bekam, in einem Brief an Kircher vom 20. September 1669 aus Tyrnau „Ich wünschte, Sie hätten mir wenigstens die Überschriften der einzelnen Kapitel geschickt, ehe sie in Druck gingen. Ich hätte Ihnen gewiß einige Angaben von nicht geringer Bedeutung zukommen lassen. Ich beabsichtige, Ihnen diese in nächster Zukunft zusammen mit meinen eigenen Aufzeichnungen zuzuschicken, die ich bisher infolge meiner Arbeit unter Soldaten noch nicht abschließen konnte. Bestimmte Punkte in der China Illustrata müssen unbedingt korrigiert werden, besonders die Zeichnungen.“ Daraufhin entspann sich eine intensive Korrespondenz zwischen den beiden, in deren Verlauf Grueber den dringenden Ratschlag gab, ein Porträt des Kaisers von China aus dem Werk herauszunehmen. Die Darstellung des Kaisers mit einem Stock und einem Hund, wie sie in der China Illustrata wiedergegeben sei, würde in China als Beleidigung aufgefasst. Auf Gruebers Empfehlung, den Kaiser entweder stehend oder an einem mit Büchern und mathematischen Instrumenten beladenen Tisch sitzend darzustellen, reagierte Kircher beleidigt, und es kam zu keiner weiteren Zusammenarbeit.

### Krankheit und letzte Jahre (1665–1680)
Schon im Mai 1665 war Grueber wieder auf dem Weg zurück nach China, erneut gemeinsam mit Heinrich Roth, den Jesuitengeneral Giovanni Paolo Oliva mit dem Aufbau einer Mission in Nepal beauftragt hatte. Doch schon in Konstantinopel erkrankte Grueber und musste die Reise gen Osten abbrechen, während Roth zurück nach Agra gelangte und dort 1668 starb. Grueber kehrte nach Mitteleuropa zurück und wurde nach seiner Genesung der ungarischen Mission zugeteilt; aus unveröffentlichten Briefen geht hervor, dass er zwei Jahre lang als Feldkaplan bei den kaiserlichen Truppen in Transsilvanien verbrachte. Von September 1669 an war er unter anderem in Tyrnau und Trentschin; Grueber starb am 30. September 1680 im Alter von 56 Jahren im ungarischen Sárospatak.

## Bedeutung und Nachleben

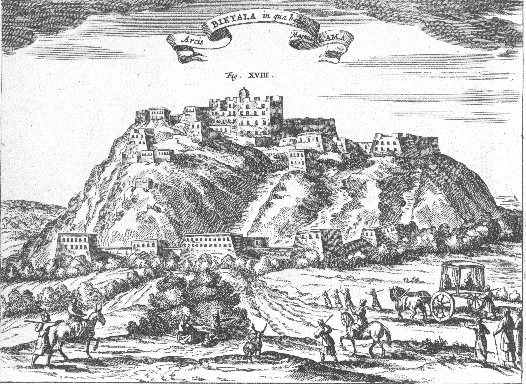
Der Potala-Palast in Lhasa nach einer Zeichnung (1661) von Johann Grueber (Stich von 1667 aus Athanasius Kirchers China illustrata)

Mehr als drei Jahrhunderte nach der Asienreise des Odorico de Pordenone war Grueber erst der zweite Europäer, der bis nach Tibet gelangte, und als erster Europäer überhaupt erreichte er die Stadt Lhasa und den Hof des Dalai Lama. Obwohl Grueber selbst keine seiner Aufzeichnungen veröffentlichte, stellen seine Berichte, ergänzt um eine Reihe erhaltener Briefe, die ersten brauchbaren europäischen Beschreibungen Tibets dar und prägten insbesondere das Bild Lhasas in Europa für Jahrhunderte. Darüber hinaus bewahrte Grueber die gesammelten Manuskripte Heinrich Roths auf, die ihm sein Gefährte 1665 bei der Trennung in Konstantinopel anvertraut hatte (darunter die erste von einem Europäer verfasste Grammatik des Sanskrit), und war dadurch indirekt an dessen Rolle als Wegbereiter der modernen Indologie beteiligt.
Der österreichische Schriftsteller Franz Braumann verarbeitete Material aus Gruebers Reisebeschreibungen und Briefen in seinem Abenteuerroman Ritt nach Barantola. Die Abenteuer des Tibetreisenden Johannes Grueber (1958), für den er mit dem Österreichischen Staatspreis für Kinder- und Jugendliteratur ausgezeichnet wurde.
Staunenswert ist weiters, dass 1704, also ~50 Jahre nach Grueber, ein weiterer Linzer Jesuit und Missionar nach China aufbrach und dort maßgeblich den Reichsatlas Chinas schuf. Siehe → Xaver Ernbert Fridelli.  

## Gedenkstein

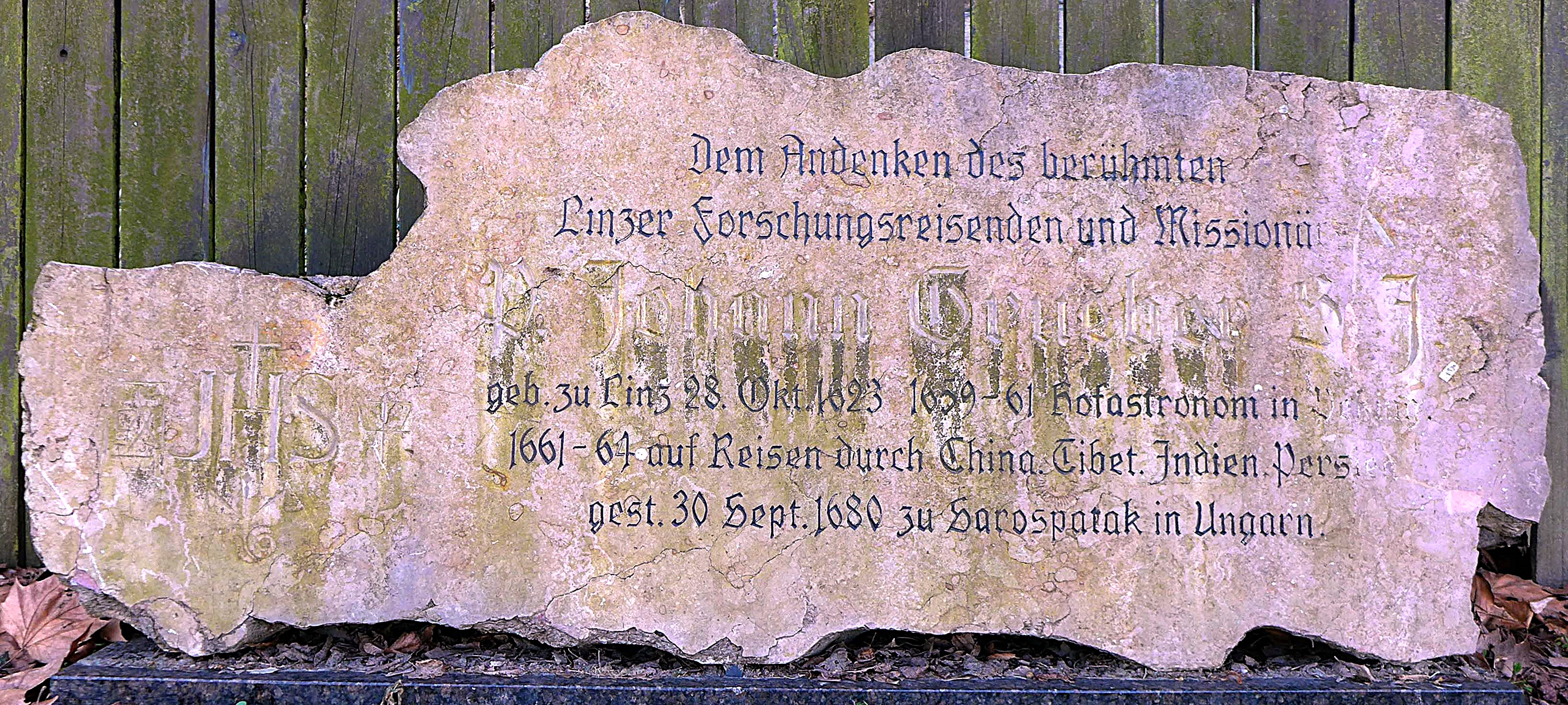
Gedenkstein für Johann Grueber S.J.

Am Straßenrand, angelehnt an den Bretterzaun neben der Linzer Adresse Freinbergstrasse Nr. 34 (Jesuitenkollegium) erinnert ein Gedenkstein an Grueber.  Text: "Dem Andenken des berühmten Linzer Forschungsreisenden und Missionärs P. Johann Grueber S.J. geb. zu Linz 28. Okt. 1623. 1659-61 Hofastronom in Peking. 1661-64 auf Reisen durch China, Tibet, Indien, Persien. gest 30. Sept. 1680 zu Sarospatak in Ungarn."

## Namensschreibweise
Die alte oberdeutsche Schreibweise seines Namens entspricht phonetisch der heute dialektalen Aussprache „Gruaber“ und soll den Hiat (und nicht den Umlaut „ü“) darstellen. Gelegentlich findet sich in der Literatur, in Anlehnung an die latinisierte Form seines Namens, aber auch die neuhochdeutsche Schreibung „Johann(es) Gruber“.

### Reiseberichte und Briefe Johann Gruebers
- Athanasius Kircher: China monumentis qua sacris qua profanis nec non variis naturae et artis spectaculis aliarumque rerum memorabilium argumentis illustrata. Amsterdam 1667; hier S. 91 f. (Iter ex Agra Mogorum in Europam ex relatione PP. Joh(annis) Gruberi et H(enrici) Roth) und S. 316–323.
- Johann Grueber, herausgegeben und übersetzt von Franz Braumann: Als Kundschafter des Papstes nach China 1656-1664. Die 1. Durchquerung Tibets. Nach den Briefen Johannes Gruebers und den Berichten seiner Biographen Athanasius Kircher und Melchisédech Thévenot. Thienemann-Verlag/Edition Erdmann, Stuttgart 1985, ISBN 3-522-60710-4.